# 彭清靠
彭清靠（臺羅：Phênn Tshing-khò，1890年5月4日—1955年），臺灣醫師與政治人物，1946年4月獲選為第一屆高雄市參議會議長。曾參與調處二二八事件及高雄鎮壓，此後對中國國民黨深惡痛絕。其子為前國立臺灣大學政治系主任與臺灣獨立運動先驅彭明敏。

## 家族
彭清靠的父親彭士藏出身臺灣鳳山縣縣城（今日高雄市鳳山區），是基督新教長老宗傳道，受道於臺南巴克禮牧師。長男夭折；次男彭清標畢業於台南神學院，亦任傳道；三男彭清約、四男彭清靠、五男彭清良、六男彭清泉均為醫師。彭清約曾任新興區區長，其子彭明聰為國立臺灣大學醫學院教授與中央研究院院士。
彭清靠娶雙連教會陳兩故長老的長女，陳溪圳牧師之妹陳金嬰（又作金英）為妻，生有一女（彭淑媛，曾任淡水工商管理專科學校校長）三男（彭明哲、彭明輝、彭明敏）。

## 學經歷
彭清靠在1890年5月4日出生於臺灣鳳山縣阿猴（今屏東市），1907年18歲時入臺灣總督府醫學校，1912年23歲畢業即取得醫師資格，是馬偕醫院的第一批醫師。1914年在臺中大甲開設德仁醫院，不久在苑裡設分院。1933年舉家前往日本東京帝國大學附屬泉橋慈善病院進修研習婦產科兩年，1935年返臺後在高雄開設「彭產婦人科病院」。
1946年4月，彭清靠由市民代表會間接選舉為第一屆高雄市參議會參議員（共31名），獲選為議長至1951年1月。

## 二二八事件
1947年二二八事件在臺北市爆發，反抗情緒延燒至高雄，高雄第一中學（今高雄中學）的學生組成自衛隊，並有雄工、雄商等學校的學生加入，據說原高雄市政府日產清查室主任凃光明曾參與在高雄中學招集群眾，成立武裝隊伍。高雄女中學生則提供食物。
3月4日下午，高雄要塞司令彭孟緝下令派出巡邏隊，傳言見聚會民眾便開槍射殺，引起市民恐慌。3月5日，高雄要塞軍隊開始以八門七五砲對市區展開砲擊，並向鼓山一路一帶進行掃射、封鎖。
身為市參議會議長的彭清靠參加了高雄市的二二八事件處理委員會。3月5日下午14:00左右，高雄市長黃仲圖、彭清靠以及醫師范滄榕、凃光明、及有軍方淵源的曾豐明等同行前往壽山上的要塞司令部找司令彭孟緝談判未果，而是另約隔日再會面。3月6日上午9:00時，除原有人士外，同行者又增加了苓雅區長林界、台灣電力公司高雄辦事處主任李佛續等共七人，代表市民、攜帶決議《和平條款九條》。他們被安排在會客室與彭孟緝見面，但市長黃仲圖所提的要求彭約束其巡邏隊禁止繼續射殺高雄市民遭到拒絕。談判破裂後，彭孟緝要求官兵對代表一一搜身，並逮捕范滄榕、曾豐明與凃光明三人，其餘人士則於監視下待於原處。
3月6日下午，彭孟緝派遣軍隊下山對高雄市區展開鎮壓，分別以吉普車架機槍及持步槍士兵，兵分三路欲攻佔高雄市政府、高雄火車站與高雄第一中學，沿路掃射行人並入屋劫掠商家。高雄要塞守備大隊陳國儒部攻擊高雄市政府時，包括副議長林建論等許多市參議員及地方人士正集結開會，等待來自山上的談判消息，軍隊丟入手榴彈並見人就開槍，議員黃賜、許秋粽、王石定、律師陳金能等五、六十人喪命市政府。前高雄市長王玉雲回憶其在市政府地下室中救出其弟，室內積血逾五公分。
直到7日攻擊行動結束後，才釋放黃仲圖、彭清靠與李佛續，其餘談判人士均陸續被殺，其中林界於1947年3月21日遭槍殺於高雄要塞司令部。

## 彭明敏的回憶
本人也曾經歷二二八事件的彭明敏在其自傳《自由的滋味》中描述事件對父親的重大影響：
委員會決定要求高雄要塞司令彭孟緝，禁止他的士兵再繼續射擊市民或威脅委員會。他的巡邏隊每看到台灣人集合在一起，便隨意射殺。父親率領的代表團是要前往要求彭孟緝撤退那些巡邏隊，而在地方領導者應陳儀要求而集會討論改革建議期間，將軍隊暫留駐軍營內，不准外出。
高雄要塞司令部設立在一個能俯視全市和港口的山上。當我的父親和其他代表一進入司令部營地，他們立即被逮捕，並以繩索捆綁。其中一個代表凃光明，是一個衝動的人，他是由大陸回來台灣，曾一度在蔣介石死對頭汪精衛之下做過事。此時，凃忽然破口大罵蔣介石和他所任命的陳儀。他便被帶離代表團，以鐵絲取代繩索捆綁起來，鐵絲並以老虎鉗旋緊，直到凃痛極慘叫。經過一夜苦刑之後，凃被槍殺了。
父親和其他代表隨後又被繩索捆綁，在頸後打結，士兵不停地用刺刀指向胸部。他們也等待著隨時被槍殺。但是，在隔天父親忽然被釋放回家。這是因為彭孟緝出面干預，表示仁慈說：我們知道彭先生這個人是好人，我們沒有理由傷害他。

父親精疲力竭地回到了家裡。他有二天沒有吃東西，心情粉碎，徹底幻滅了。從此，他再也不參與中國的政治，或理會中國的公共事務了。他所嚐到的是一個被出賣的理想主義者的悲痛。到了這個地步，他甚至揚言為身上的華人血統感到可恥，希望子孫與外國人通婚，直到後代再也不能宣稱自己是華人。

## 外部連結
- 彭明敏，《自由的滋味》（網路版回憶錄）